# Championnat de France amateurs de football 1948-1949
Navigation
CFA 1948 Division Nationale 1949-1950
Le championnat de France amateurs de football 1948-1949 est la onzième édition du championnat de France amateur, organisé par la Fédération française de football.
Il s'agit de la première édition disputée sous forme de championnat annuel, appelé Division Nationale du CFA, qui constitue alors le premier niveau de la hiérarchie du football français amateur. 
Les premiers de chaque groupe se rencontre, en match aller-retour, dans une poule finale, pour désigner le Champion de France amateur.
La compétition est remportée par le Stade béthunois, devant l'AS Roannaise, le Stade montois et le Stade de Reims.

## Histoire

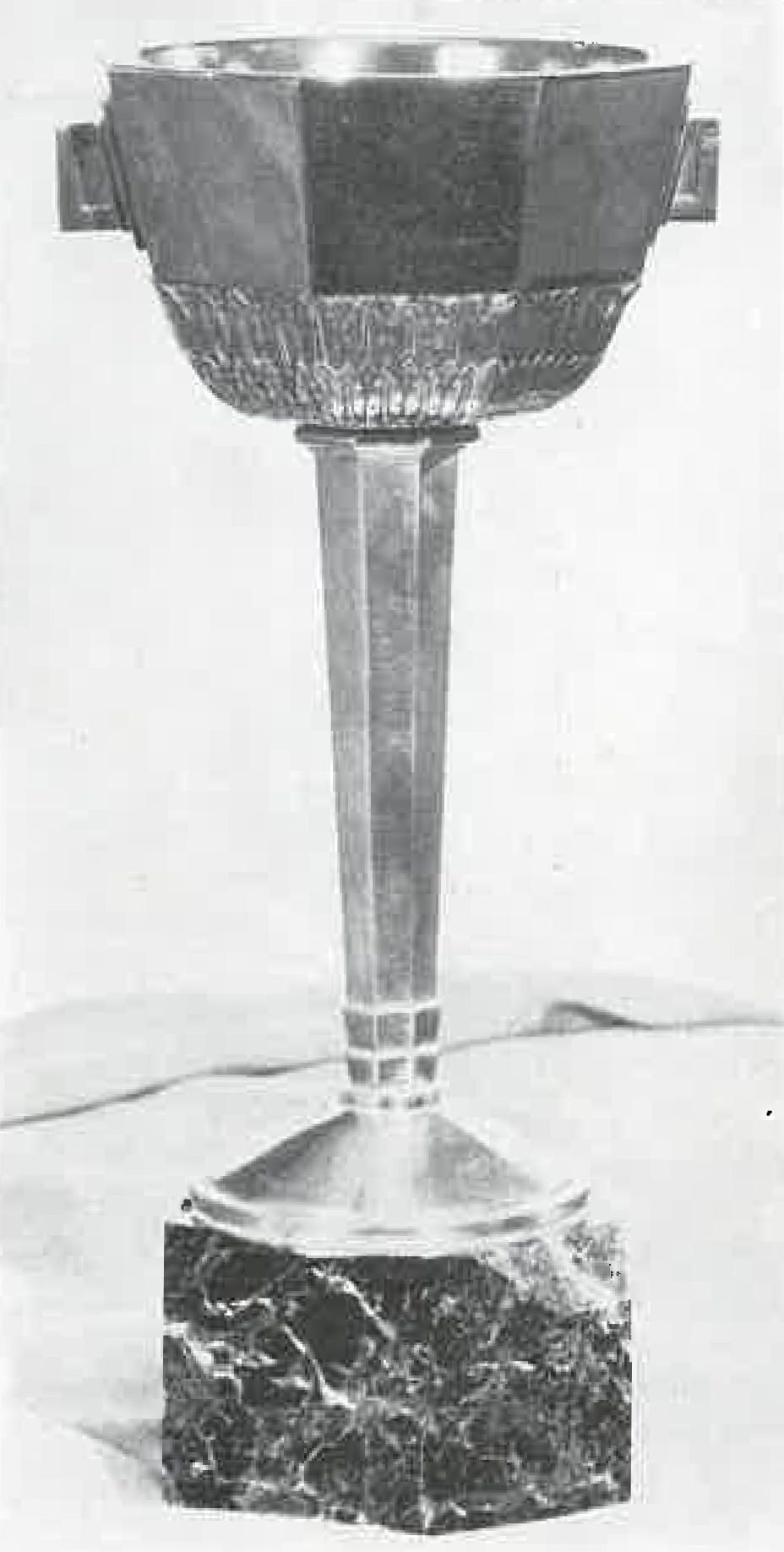
Le Challenge Jules-Rimet remis au Stade béthunois

### Première mise en place
Dès 1933, deux ans avant la mise en place du championnat de France amateurs, l'idée d'une compétition nationale amateurs est proposé à la Fédération française de football association. En effet, au Conseil national de juillet 1933, la Ligue de l'Ouest propose l'élaboration d'un championnat national réservé aux amateurs. Le principe n'est pas adopté, mais une compétition de fin de saison, entre les différents champions de Ligues, est mise en place en 1935, : le championnat de France amateurs. en 1943, à la suite de la réorganisation du championnat de France professionnel, une première compétition nationale amateur, sur toute la saison, voit le jour. Les cent trente deux clubs admis dans ce championnat sont répartis en douze poules regroupant un ou deux comités régionaux. Les douze vainqueurs de poule se disputent alors le titre de champion de France, dans une formule de coupe jouée sur terrain neutre. Ce championnat de France amateurs national ne devait pas être reconduit la saison suivante.

### Le projet de 1947
La paix revenue, le championnat de France amateurs reprend ces droits, avec la formule d'avant-guerre. Dès 1946, la Commission des compétitions fédérales amateurs propose un projet de règlement d'un championnat national des amateurs, pour la saison 1947/48. ce projet réunit 48 clubs divisé en quatre grandes régions : Nord (ligues de Paris, du Nord et de Normandie), Ouest (ligues de l'Ouest, du Centre, du Centre‑Ouest et du Sud‑Ouest), Est (ligues du Nord‑Est, de Lorraine, d'Alsace et de Bourgogne‑Franche‑Comté) et Sud (ligues d'Auvergne, du Lyonnais, du Midi et du Sud‑Est). En fin de saison, les vainqueurs des quatre groupes se rencontrent dans une poule finale pour le titre de champion de France. Les quatre derniers de chaque groupe (trois pour la région Nord) sont remplacés par les champions des ligues respectifs. Le projet contient 37 articles, plus quelques autres concernant la caisse de péréquation, devant gérer les frais de déplacement des équipes amateurs. 
L'article premier du projet, fixant le principe même de la compétition, est mis au vote lors du Conseil National du 18 janvier 1947, à Paris. Il est adopté, sauf la saison de mise en application, qui est repoussé à 1948/49. Au Conseil national du 19 avril 1947, à Paris, le principe d'une compétition interrégionale puis nationale est adopté, mais avec une réduction du nombre de clubs engagés. La Commission propose alors une compétition en quatre groupes de huit clubs : trois équipes pour les ligues de Paris et du Nord, deux pour les treize autres ligues. Le règlement de ce championnat national est adopté au Conseil National du 26 juillet 1947, toujours à Paris.

### Le projet de 1948
Le 15 mai 1948, après une réunion entre les 32 clubs intéressés au Championnat de France amateurs 1948/49, un vœu est émis pour que le nombre de clubs par groupe soit augmenté à 12. En effet, avec huit clubs par groupe, cela représente uniquement 14 matchs à disputer, soit un nombre insuffisant  pour meubler une saison de septembre à mai. La Commission propose alors la nomination d'un club supplémentaire par ligues, et envoie une circulaire à ce sujet aux seize ligues régionales. Toutes sont favorables à fournir un club supplémentaire, sauf les ligues de l'Ouest, du Midi, d'Alsace et du Sud‑Ouest qui s'y opposent, et celle de Paris qui s'abstient. Le Conseil National, du 17 juillet 1948, adopte, à titre exceptionnel, cette augmentation à 48 clubs.
La commission, rebaptisé Commission centrale du championnat de France amateur, est composé pour cette saison de MM. Duquesne (Président), Cancel (Vice-président), Clayeux (Vice-président), Hanote (Secrétaire), Trut (Trésorier), Béranger, Delahaye, Rigal, Simonin et Verhaeghe,.

## Règlement

### Clubs admis
Seuls les clubs disposant d'un terrain homologué par la FFF, peuvent être engagés dans le championnat.
La Commission refuse alors l’engagement de Châteaurenault et de Piennes. Le terrain du Vésinet, de Châteaurenault et de Piennes sont de nouveau visité par la Commission centrale des terrains, et seul l'ES Piennes se voit confirmé la non-homologation de son terrain, et le SA Spinalien prend sa place dans le groupe Est.

### Fonctionnement
Les 48 clubs sont repartis en 4 poules interrégionales de 12 équipes. Les clubs quittant le Groupement des clubs autorisés à utiliser des joueurs professionnels, pourront incorporer en surplus leurs équipes premières dans leurs groupes respectifs.
Ces poules sont disputées par matchs aller et retour. Le classement se fait par addition de point : deux points par match gagné, un point par match nul et zéro point par match perdu. Un match perdu par forfait est réputé l'être par 3 à 0. Un match perdu par pénalité entraine le retrait des points acquis par l'équipe déclarée perdante; l'équipe déclarée gagnante bénéficie de deux points et les buts marqués au cours du match sont annulés de part et d'autre. En cas d'égalité de points, le goal average intervient pour départager les équipes ex æquo. En cas d'égalité de GA pour la première place, un match de barrage sera joué.
En fin de saison les quatre derniers de chaque poule retrouvent leurs championnats régionaux respectifs. Ils sont remplacés par les seize champions de Ligues, plus d'éventuel équipe première de club quittant le championnat de France professionnel.

### Dates
La date limite d'engagement pour les clubs est déplacée au 1er juillet, les droits d'engagement sont fixés à 2 000 francs, à verser avant le 10 juillet 1948.
La Division Nationale du championnat de France amateurs débute le 5 septembre 1948, la dernière journée est fixée au 17 avril 1949, et le 24 avril est réservé en cas de matchs à rejouer.

## Groupe Nord
Le groupe Nord est composé de quatre clubs des ligues de Paris et du Nord, de trois clubs de Normandie et d'un club du Nord‑Est. Ce groupe est remporté par l'équipe du Stade béthunois. Les quatre derniers du groupe sont relégués dans le championnat des Ligues régionales.

## Phase finale

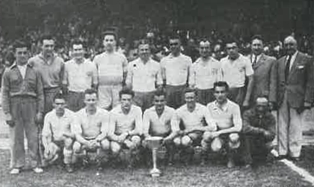
L'équipe du Stade béthunois vainqueure du C.F.A. 1949

### Participants
| \| Club \| En CFA depuis \| Classement 1947-1948 \| Entraîneur \| Stade \| Capacité \| \| -------------------------- \| ------------- \| -------------------- \| ------------------ \| -------------------------- \| -------- \| \| SM Caennais \| 1948 \| 1er (DH Normandie) \| Charles Carville \| Stade de Venoix \| \| \| US Bruaysienne \| 1948 \| 1er (DH Nord) \| \| \| \| \| AS Amicale \| 1948 \| 1er (DH Paris) \| \| \| \| \| Évreux AC \| 1948 \| 2e (DH Normandie) \| André Corbeau \| \| \| \| Stade béthunois \| 1948 \| 2e (DH Nord) \| \| \| \| \| RC Paris \| 1948 \| 2e (DH Paris) \| \| \| \| \| US Quevillaise \| 1948 \| 3e (DH Normandie) \| Bernard Antoinette \| Stade de la Porte-de-Diane \| \| \| ES Bully \| 1948 \| 3e (DH Nord) \| \| \| \| \| AS Française \| 1948 \| 3e (DH Paris) \| \| \| \| \| US Aucheloise \| 1948 \| 4e (DH Nord) \| Élie Fruchart \| \| \| \| Olympique Saint-Quentinois \| 1948 \| ?e (DH Nord-Est) \| \| \| \| \| US du Vésinet \| 1948 \| ?e (DH Paris) \| \| \| \| | Légende Promu de DH 1947-1948 |                      |                    |                            |          |
| Club | En CFA depuis                 | Classement 1947-1948 | Entraîneur         | Stade                      | Capacité |
| SM Caennais | 1948                          | 1er (DH Normandie)   | Charles Carville   | Stade de Venoix            |          |
| US Bruaysienne | 1948                          | 1er (DH Nord)        |                    |                            |          |
| AS Amicale | 1948                          | 1er (DH Paris)       |                    |                            |          |
| Évreux AC | 1948                          | 2e (DH Normandie)    | André Corbeau      |                            |          |
| Stade béthunois | 1948                          | 2e (DH Nord)         |                    |                            |          |
| RC Paris | 1948                          | 2e (DH Paris)        |                    |                            |          |
| US Quevillaise | 1948                          | 3e (DH Normandie)    | Bernard Antoinette | Stade de la Porte-de-Diane |          |
| ES Bully | 1948                          | 3e (DH Nord)         |                    |                            |          |
| AS Française | 1948                          | 3e (DH Paris)        |                    |                            |          |
| US Aucheloise | 1948                          | 4e (DH Nord)         | Élie Fruchart      |                            |          |
| Olympique Saint-Quentinois | 1948                          | ?e (DH Nord-Est)     |                    |                            |          |
| US du Vésinet | 1948                          | ?e (DH Paris)        |                    |                            |          |

### Localisation
| Club                       | Ville                | Département      | Ligue     | N° |
| -------------------------- | -------------------- | ---------------- | --------- | -- |
| Stade béthunois            | Béthune              | Pas-de-Calais    | Nord      | 1  |
| US Aucheloise              | Auchel               | Pas-de-Calais    | Nord      | 2  |
| ES Bully                   | Bully-les-Mines      | Pas-de-Calais    | Nord      | 3  |
| RC Paris                   | Colombes             | Seine            | Paris     | 4  |
| SM Caennais                | Caen                 | Calvados         | Normandie | 5  |
| US Bruaysienne             | Bruay-en-Artois      | Pas-de-Calais    | Nord      | 6  |
| Olympique Saint-Quentinois | Saint-Quentin        | Aisne            | Nord-Est  | 7  |
| AS Française               | Le Perreux-sur-Marne | Seine            | Paris     | 8  |
| AS Amicale                 | Maisons-Alfort       | Seine            | Paris     | 9  |
| Évreux AC                  | Évreux               | Eure             | Normandie | 10 |
| US Quevillaise             | Le Petit-Quevilly    | Seine-Inférieure | Normandie | 11 |
| US du Vésinet              | Le Vésinet           | Seine-et-Oise    | Paris     | 12 |

| \| 1 2 3 4 5 6 7 8 9 10 11 12 \| Localisation des clubs engagés dans le groupe Nord |
| 1 2 3 4 5 6 7 8 9 10 11 12                                                          |

| 1 2 3 4 5 6 7 8 9 10 11 12 |